# 大河内卓哉
大河内 卓哉（おおこうち たくや）は、日本のプロデューサー、実業家。学位は学士（デジタルコンテンツ）（デジタルハリウッド大学・2009年）。エヌ・シー・ジャパン株式会社所属。ドクター・オー名義での活動も行っている。
株式会社アソマナビ社長（初代）を退任後、株式会社バンダイナムコゲームス、株式会社ブシロードでの勤務を経て、絵梦株式会社執行役員などを歴任した。

## 来歴

### 生い立ち
東京都江東区出身。東京学芸大学附属竹早小学校、中学校卒業。デジタルハリウッド大学に入学し、デジタルコミュニケーション学部にて学んだ。大学1年生にして起業するなど、起業家としても在学中から積極的に活動していた。デジタルハリウッド大学デジタルコミュニケーション学部教授の飯田和敏の門下となり、飯田のゼミに所属した。卒業制作では優秀作品に選出され、デジタルハリウッド大学の学長である杉山知之より表彰された。また、卒業に際し、起業した会社の社長の座を退任し、後任には同期の大久保彰人が就任した。

### プロデューサーとして
大学卒業後は、バンダイナムコゲームスに入社。入社後は、アミューズメント筐体『機動戦士ガンダム 戦場の絆』などを担当。その後、ブシロード社長の木谷高明に見出され、ブシロード入社。同社が展開するメディアミックス企画「ヴァンガードプロジェクト」の宣伝プロデューサーに抜擢された。
特にトレーディングカードゲーム『カードファイト!! ヴァンガード』では広報や宣伝だけでなく、立ち上げ時には開発の一員としても参加している。
必然的に、同プロジェクトに関連する番組への出演は多岐にわたり、BSジャパンで放送された『ヴァンガードTV』では、レギュラー出演者として『ヴァンガード』の解説を担当。同様に、インターネットラジオ配信サイト「響 -HiBiKi Radio Station」にて配信された『カードファイト!! ヴァンガード ラジオ』でも、同様にレギュラー出演者として「ヴァンガード」の解説を担当した。両番組とも、声優の橘田いずみや森嶋秀太と共演している。
2011年、トレーディングカードゲーム『モンスターコレクション』の販売元が、ブロッコリーからブシロードに変更されることにともない、ブシロードにて『モンスターコレクション』のプロデューサーに就任した。
2015年、ブシロードを退社。主にイベントや動画配信番組にて、司会やゲーム解説などドクター・オーとしての仕事のみ継続しつつ、以降フリープロデューサーとして活動している。
2015年、絵梦株式会社（日本法人）設立に協力。後に執行役員就任、 イベントや『一人之下 the outcast 放送直前スペシャル』に出演。のち2017年退任。
2019年2月、かねてより、エヌシージャパン株式会社にてスマートフォン向けMMORPG「リネージュM」（日本リリース予定は同年5月）のプロジェクトプロデューサーに就任していることが発表される。

## 人物
カードゲーム
ツイッターのプロフィールでは「カードファイト!! ヴァンガードに全てを捧げた男…ドクター・オーです!」と名乗っており、ヴァンガードに限らずカードゲーム全般に広い知識と情熱を持っている。
大学当時、百年戦争をモチーフとしたカードゲームを自ら制作し、「はんどれ! 〜The Hundred years War〜」と命名し卒業制作展に出品した。この作品は極めて高い評価を得たことから、優秀作品として選出された。また、デジタルトレーディングカードゲームにおいても、闘会議2017にて行われた「CODE OF JOKER Pocket」（開発・配信：セガ・インタラクティブ）全国大会「闘会議カップ決勝大会」に、選手名［おーさん(:3］として出場。一般予選会から勝ち上がり、優勝している。
ゲーム
コンシューマ、ソーシャルを問わず、様々なジャンルをプレイするゲーマーである。
2013年のインタビューでは学生時代よりかなりのプレイ時間を誇るゲーマーである旨答えたうえで「それでも最近は丸くなった」と評している。
2019年のインタビューでは年間150本前後プレイしている。得意不得意はあるが、最近は仕事のこともあり、好き嫌いなく触るようにはしている。好きなジャンルはファンタジー系のMMOで、移動中にもスマホを触っている事が多い旨を答えている。
同級生
大学時代を振り返り、よかった点として「様々な視点を持ったクリエイター仲間達が出来たこと」を挙げている。なお、『東京オンリーピック』で「男子ヒューマニズム」を共同制作した澤田裕太郎や、『呪怨 パンデミック』で助監督を務めた太田健亮らは、大河内の同期に当たる。
料理
インターネットテレビ番組の『ブシナビ』に出演した際、司会のあきもとから「じゃあ最後に、大河内さん、お勧めの烏賊料理を一点」と突然質問された。困惑しながらも「私は……オムライスが好きだぞ!」と回答したところ、あきもとから「可愛い」と評された。
また、大河内は料理自体も得意とする。ラジオで共演するパーソナリティらに対して、手作りのケーキを振る舞うほどの腕前である。バレンタインデーの思い出を聞かれた際には、「チョコレートは、だいたいあげる側」と述懐している。
別名
『ヴァンガードTV』や『カードファイト!! ヴァンガード ラジオ』に出演する際は、「ドクター・オー」を名乗って登場している。名前の由来は、若かりしころの大河内の知能指数が140以上だったことに因んでおり、ブシロード社長の木谷高明が「ドクター」と命名した。また、視聴者からは、衣装の見た目より、敬愛を込めてイカちゃんと呼ばれることもある。
ただ、ドクター・オーとして出演している番組内においても、ブシロードの従業員からは本名で「大河内さん」と呼ばれることも多い。また、『カードファイト!! ヴァンガード ラジオ』においては、聴取者から「ドクター・オーって何者なんですか?」「『オー』って、やっぱり何かのイニシャルなんすか?」との質問が寄せられ、それに対してパーソナリティの橘田いずみが「『大河内』だよ」と即答し、大河内が慌てて「惑星クレイから来た、ヴァンガードに全てを捧げた男ですよ!」と訂正する一幕もあった。
また、アニメ『カードファイト!! ヴァンガード』には、大河内をモデルとするキャラクター「ドクター・オー」が登場する。なお、ドクター・オーの声は、大河内本人ではなくTheマッシュが演じた。初登場に際して、『カードファイト!! ヴァンガード』の製作総指揮と原案を担当する木谷高明は、大河内に対して「アニメデビュー! おめでとう!」とのメッセージを贈っている。これを受け、大河内は謝辞を述べたうえで「ヴァンガードチーム・スタッフの皆様に感謝です!」とのコメントを発表している。

## 略歴
- 2006年 - アソマナビ社長。
- 2009年 - デジタルハリウッド大学デジタルコミュニケーション学部卒業。
- 2009年 - バンダイナムコゲームス入社。
- 2010年 - バンダイナムコゲームス退職。
- 2010年 - ブシロード入社。
- 2015年 - ブシロード退職。
- 2015年 - 絵梦執行役員。
- 2017年 - エヌ・シー・ジャパン入社。

## 出演

### テレビ
- ヴァンガードTV（2011年1月9日 - 9月25日、BSジャパン）
- ヴァンガ道（2011年10月2日  - 2012年3月25日 、2013年4月6日 - 12月28日、テレビ東京）
- おはスタ（2011年4月13日、テレビ東京・小学館集英社プロダクション・テレビ東京制作）
- ヴァンガードTV2（2012年4月7日 - 2013年3月30日、BSジャパン）
- ヴァンガードTV TRY（2014年1月6日 - 3月31日、テレビ東京、2014年1月11日 - 10月18日、BSジャパン）
- ヴァンガードスタジアム（2014年10月25日 - 2015年3月28日、BSジャパン）
- 一人之下 the outcast 放送直前スペシャル 第0話（2016年7月2日、TOKYO MX1）

### インターネットテレビ
- ブシナビ（2011年5月11日、ニワンゴ）
- 週刊ヴァンガ情報局（2015年1月20日 - 2016年9月27日、ニコニコ生放送）
- 週刊ヴァンガ情報局 NEXT（2016年10月4日 - 2017年10月3日、ニコニコ生放送）
- 週刊ヴァンガ情報局 Z（2017年10月10日 - 2018年4月24日、ニコニコ生放送）
- 週刊ヴァンガ情報局（2018年版）（2018年5月8日 - 2021年3月16日、ニコニコ生放送、YouTubeLive）
- 話せる島通信（2019年4月25日・5月10日 - 不定期、YouTubeLive・Periscope〈Twitter〉）
- リネージュM公式生放送「アデン大陸ガイド」（2019年5月22・27日 - 不定期、YouTubeLive・Periscope〈Twitter〉）
- RADIO 4Gamer Tap（仮）第117回「Lineage M」（2019年6月11日、Youtube）

### インターネットラジオ
- カードファイト!! ヴァンガード ラジオ（2011年1月13日 - 2012年3月29日、響）
- 漢氣戦士リュウジリオン（2011年3月2日、響）
- カードファイト!!ヴァンガードRADIO!! LIMIT BREAK!!（2012年4月5日 - 2013年2月7日、響）

## 作品

### カードゲーム
- カードファイト!! ヴァンガード（2010年 - ） - 宣伝プロデューサー
- モンスターコレクション（2011年 - ） - プロデューサー

### ソーシャルゲーム
- リネージュM（2019年 - ） - 日本版プロジェクトプロデューサー